# Walter Heutschi
Walter Heutschi (* 12. Februar 1944 in Balsthal, heimatberechtigt ebenda; † 14. Januar 2023 in Ostermundigen) war ein Schweizer Unternehmer und Mobilfunkpionier.

## Leben
Walter Heutschi lernte den Beruf eines Coiffeurs. Sein Berufseinstieg auf dem Gebiet der Telekommunikation erfolgte bei der Firma Hasler AG in Bern. Dann bildete er sich an der Ingenieursschule Burgdorf BE zum Ingenieur weiter. Er hielt Abschlüsse in Elektrotechnik und in Business Administration. Den Hauptteil seiner Berufslaufbahn verbrachte er ab 1973 bei der Schweizerischen PTT, später bei der Swisscom. Heutschi baute in seinen 27 PTT-Jahren die Mobilkommunikation zur profitabelsten Sparte von Swisscom auf. Er war dort Mitglied der Geschäftsleitung und verantwortlich für die Mobilfunksparte. Als Jens Alder die Geschäftsführung von Swisscom übernahm, verliess Heutschi im Jahr 2000 diese Firma. Er wurde Unternehmer und konnte zusammen mit weiteren ehemaligen Swisscom-Mitarbeitern eine Mehrheitsbeteiligung an der Swisscom-Tochterfirma Comfone AG übernehmen, welche damals die weltgrösste Roaming-Plattform mit Zugang zu 270 Roaming-Partnern betrieb. Dieses Unternehmen war 2003 hochprofitabel und auch für den Löwenanteil der 53 Millionen Umsatz der Togewa Holding zuständig, die Heutschi zusammen mit drei ehemaligen PTT-Weggefährten sowie deren Nachkommen gehört. Heutschi entwickelte die Firma Comfone international erfolgreich weiter. Sie zählte 2010 130 Mitarbeiter, welche 36 Sprachen beherrschten und aus 17 Nationen stammten. Noch 40 Jahre nach der Einführung des Natel-Netzes der Schweizer PTT wurde Heutschi als Vater des Natel-C gewürdigt.

## Weitere Tätigkeiten
- bis 2009: Verwaltungsrat der Mobilezone Holding AG
- 2010: Übernahme der Kreuz-Rössli-Kornhaus AG und Umbenennung in Hotel Balsthal.

## Patente
Patentliste mit Heutschi als Erfinder oder Miterfinder.